# Jean-Philippe Jodard
Jean-Philippe Jodard (Auxerre, 8 de julio de 1966) es un deportista francés que compitió en voleibol, en la modalidad de playa. Ganó una medalla de oro en el Campeonato Europeo de Vóley Playa de 1993.

## Palmarés internacional
| Campeonato Europeo | Campeonato Europeo | Campeonato Europeo | Campeonato Europeo |
| Año                | Lugar              | Medalla            | Pareja             |
| ------------------ | ------------------ | ------------------ | ------------------ |
| 1993               | Almería (España)   | Medalla de oro     | Christian Penigaud |